# Giovanni Bigando
Giovanni Bigando (Livorno Ferraris, 15 agosto 1911 – Livorno Ferraris, 14 gennaio 1994) è stato un calciatore italiano, di ruolo mediano.

## Carriera
Disputò 93 partite in Serie A e 210 in Serie B, con le maglie di Pro Vercelli ed Alessandria.
Il debutto in massima serie risale al 2 ottobre 1932, nella gara persa dai bianchi per 3-0 sul campo dell'Ambrosiana. Nel dopoguerra indossò la maglia del Trino, in Serie C, e successivamente quelle di Bianzè e Livorno Ferraris, squadra che allenò vincendo un campionato di Prima categoria.
Morì nel 1994, a 82 anni; nel 2005 gli venne intitolato il campo sportivo comunale di Livorno Ferraris. L'iniziativa partì dal giornale livornese Liburnum.